# دینو فالکونی
دینو فالکونی (ایتالیایی: Dino Falconi؛ ۱۸ سپتامبر ۱۹۰۲ – ۱۷ فوریه ۱۹۹۰) نویسنده و کارگردان فیلم اهل ایتالیا بود.
از فیلم‌هایی که وی در آن‌ها نقش داشته‌است، می‌توان به شبی با تو اشاره نمود.